# Benigno Ignacio Varela
Benigno Ignacio Marcelino Varela (Banfield, 21 de junio de 1917-Buenos Aires, 29 de febrero de 1996) fue un militar argentino que alcanzó el grado de almirante. Fue comandante de Operaciones Navales (jefe de la Armada) desde su designación el 29 de octubre de 1963 hasta su relevo y pase a retiro el 4 de octubre de 1968. Tuvo activa participación en los sucesos cívico-militares que se desarrollaron en su país durante la década de 1960. El 28 de junio de 1966 integró de la Junta Revolucionaria de las Fuerzas Armadas que depuso al presidente Arturo Umberto Illia iniciando al régimen militar autodenominado Revolución Argentina.

## Familia
Benigno Varela nació en la Ciudad de Buenos Aires el 21 de junio de 1917, fruto del matrimonio entre el señor Marcelino Teodoro Acacio Varela del Río y la señora Felisa María Bernadou Izoard.
Estaba casado con la señora Graciela Mercedes Zaída Baldrich-Montes, con quien tuvo a sus ocho hijos: María del Rosario, Alberto Ignacio, Ruy Fernando, Carlos Álvaro, Cristián Alonso, Gustavo Hernán, Graciela Raquel y Ricardo Javier.

## Carrera militar
Ingresó a la Escuela Naval Militar en 1935, luego de haber terminado sus estudios secundarios. Egresaría de dicha academia de formación militar en el año 1939 con la jerarquía de guardiamarina, optando por la rama de la Flota de Mar. Ascendió en el escalafón militar hasta ser nombrado comandante de Operaciones Navales (titular de la Armada Argentina) el 29 de octubre de 1963 en reemplazo del anterior comandante, el contralmirante Eladio Modesto Vázquez, quien fue separado de su cargo debido a diferencias irreconciliables con el recientemente asumido presidente Arturo Umberto Illia.
Varela se mantuvo como jefe de la fuerza naval durante el resto de la gestión del presidente Illia. 
Finalmente el 28 de junio de 1966 junto al entonces brigadier mayor Adolfo Teodoro Álvarez y el teniente general Pascual Ángel Pistarini forman la Junta Revolucionaria de las Fuerzas Armadas y deponen al presidente constitucional, dando inicio a la Revolución Argentina.

### Papel de Varela en la Revolución Argentina
Una vez consumada la interrupción del orden institucional con el derrocamiento del presidente Arturo Illia, asumió, de facto, el cargo de presidente de la Nación Argentina el teniente general (R) Juan Carlos Onganía, quien ostentaba un poder ilimitado desde su nueva investidura. El nuevo dictador no tardaría en tener que enfrentar fuertes disensos con los comandantes en jefe de las tres Fuerzas Armadas argentinas, especialmente con el titular del Ejército, Pascual Pistarini, quien sería relevado a finales de diciembre de 1966 y sustituido por el teniente general Julio Rodolfo Alsogaray.
El 30 de junio de 1966, fue nombrado secretario de Marina por Onganía.
Alsogaray y Onganía sacaron a la luz sus profundas diferencias en 1968. Sin embargo, Benigno Ignacio Marcelino Varela siempre fue, de los tres comandantes, el más fiel a Juan Carlos Onganía, ya que Varela era el único control que el presidente de facto tuvo sobre el teniente general Alsogaray en el seno de la Junta de Comandantes, y sugirió el recambio de los titulares de las tres fuerzas armadas hacia finales de 1968 para poder dejar en el camino a Julio Alsogaray, jaqueado dentro de la Junta Militar y a un vacilante brigadier general Adolfo Teodoro Álvarez, por entonces comandante en jefe de la Fuerza Aérea Argentina. Este "pacto defensivo" entre Varela y Onganía no fue gratuito para el mandatario de facto, ya que a cambio del apoyo de la Armada, Juan Carlos Onganía se comprometía a modernizar y reequipar a la marina de guerra argentina.
El 4 de octubre de 1968, cumpliendo con el plan de recambio de comandantes, el almirante Benigno Varela dejó el cargo de comandante en jefe de la Armada de la República Argentina y designó como nuevo titular de la fuerza naval al Almirante Pedro Alberto José Gnavi. Varela en 1969 fue destinado a Bélgica para desempeñarse como embajador de su país.

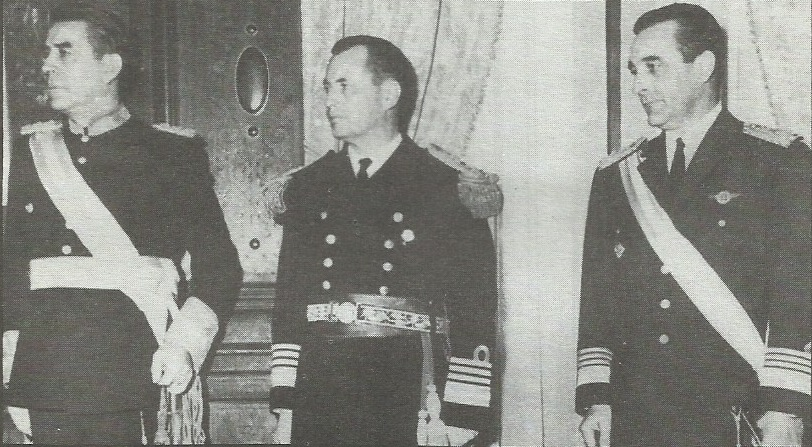
Pascual Pistarini, Benigno Varela y Adolfo Álvarez tras derrocar a Arturo Illia el 28 de junio de 1966.

## Vida después del retiro
Posterior a su retiro del servicio activo, Benigno Varela sería protagonista del último duelo registrado en la República Argentina.
Los duelistas eran el almirante (R) Benigno Ignacio Varela y Yolivan Biglieri, abogado, político, legislador, y periodista. El civil, era dirigente del diario "Autonomía" publicado en Lanús, en dicho medio informativo Varela fue acusado de "traidor", ya que como antes se mencionó, habría declarado su lealtad a Illia poco antes de su derrocamiento. Además, ese medio informativo había publicado un anónimo injurioso, plagado de falsas acusaciones, originado en sectores de la Armada desplazados por su participación en el alzamiento del 2 de abril de 1963
El marino tomó dichas afirmaciones como ofensivas a su honor y para reparar dicho agravio, desafió a duelo a Biglieri, quien aceptó. En los duelos, quien es ofendido o deshonrado es quien elige las armas, según el Código de Honor. Aunque en este caso particular la prioridad la tenía el periodista por su condición de civil. Sin embargo Biglieri rehusó la prioridad ya que quería elegir el lugar donde se produciría el enfrentamiento, por temor a que Varela lo llevara a un Buque.
El arma que emplearon ambos duelistas fue el sable de esgrima con empuñadura, carente de punta pero de hoja afilada, se prohibió dar estocadas. El juez del duelo fijó que el enfrentamiento se prolongaría hasta que las heridas recibidas impidieran a uno de los dos continuar peleando, habría dos minutos de combate interrumpidos por ciento ochenta segundos de descanso. A torso desnudo Biglieri y Varela comenzaron el duelo a las 6:12 de la madrugada del 3 de noviembre de 1968. Algunos periodistas lograron presenciar el combate.
En el primer ataque Varela recibe un corte en su oreja derecha y otro en su brazo derecho. El periodista es alcanzado en su mano hábil y le quita sus gafas de un sablazo. En el segundo asalto el marino hiere a Biglieri en un pómulo y en su torso, pero Biglieri lo alcanza también hiriendo a Varela en uno de sus costados. En la tercera ronda Biglieri tajea el pecho del Almirante Varela y logra despojarlo de su arma. Cuando se preparaban para una cuarta ronda los médicos deciden que el duelo finalice debido a las grandes lastimaduras que ambos contrincantes se generaron entre sí. No hubo reconciliación final.
Si bien los dos contendientes prometieron no hacer público el desafío, éste trascendió de todos modos ya que entre el escueto público, menos de una veintena de personas, había algunos periodistas, otros también se encontraban escondidos en casas periféricas registrando los hechos.
Una vez que los hechos salieron a la luz pública, un juez de La Plata pidió a la Policía que hiciera las averiguaciones correspondientes. Pero no se llegó a nada y nadie fue sancionado.
Benigno Ignacio Marcelino Varela dejó la vida pública definitivamente a principios de la década de 1970. Falleció el 29 de febrero de 1996 en la ciudad de Buenos Aires, sus restos mortales descansan en el Cementerio Parque Británico en la ciudad Ingeniero Pablo Nogués, Provincia de Buenos Aires. Biglieri se esfumó de las noticias.